# Voice Media Group
Voice Media Group (VMG) ist ein US-amerikanisches Medienunternehmen in Privatbesitz, dessen Hauptsitz in Denver, Colorado ist. VMG besitzt 11 alternative Zeitungen im ganzen Land. Dessen Angebote erstrecken sich über Printausgaben, Mobil- und Internetpublikationen.
Zum Eigentum gehören die Village Voice, LA Weekly, Denver Westword, Phoenix New Times, Houston Press, Dallas Observer, Riverfront Times, Miami New Times, Minneapolis City Pages, Broward New Times, und OC Weekly, sowie Voice Places, eine Website für lokale Einträge.
Die Voice Media Group wurde im September 2012 gegründet. Dies wurde möglich, weil die Village Voice Media-Führungskräfte Scott Tobias, Christine Brennan und Jeff Mars im Rahmen eines Management buy-outs Anteile am Unternehmen Village Voice Media von deren Gründern erwarb und daraus die VMG bildete.
Die Kleinanzeigen-Website Backpage.com war nicht Bestandteil des Verkaufs.